# Klecové lůžko

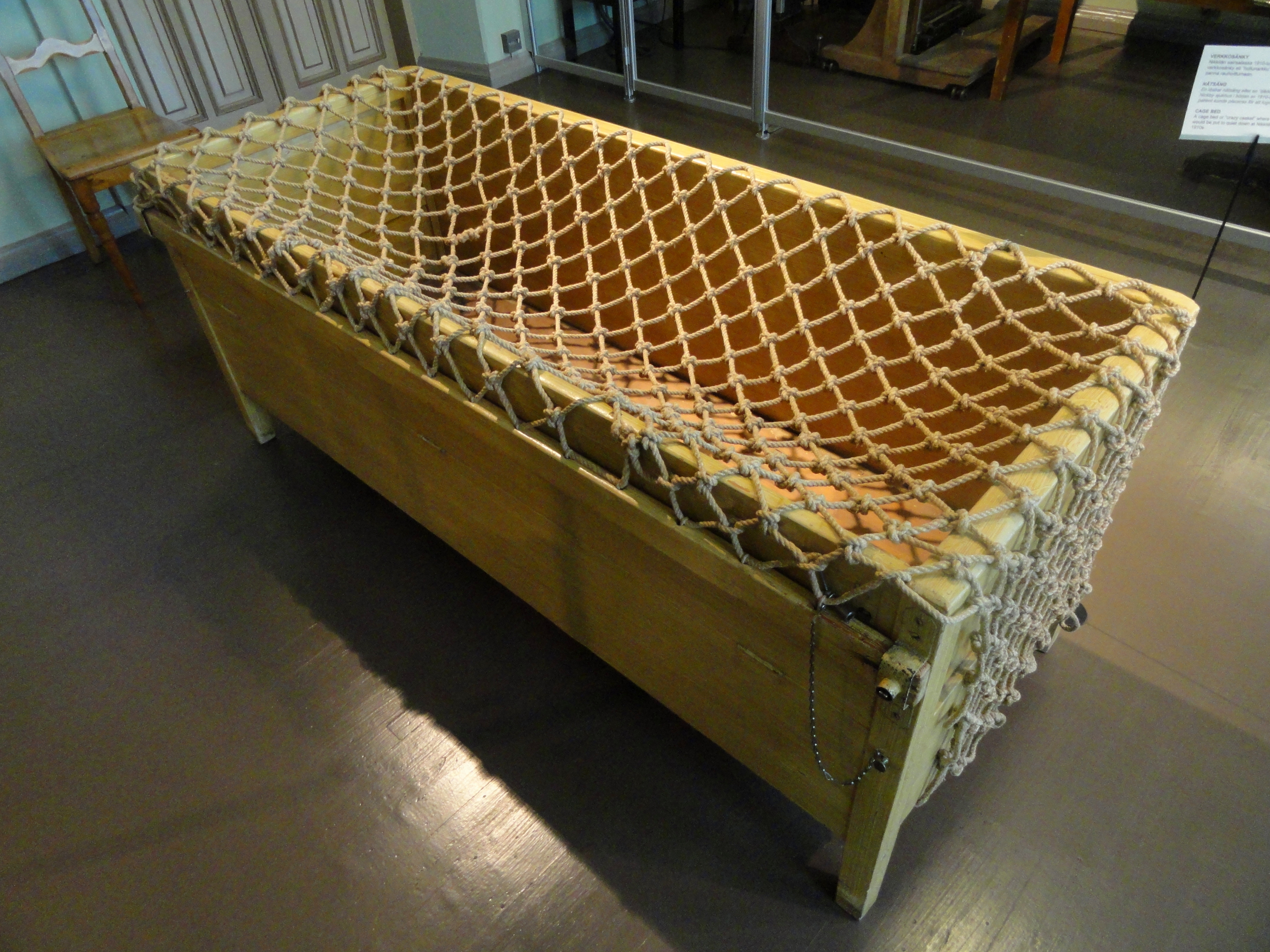
Klecové lůžko pro duševně postižené z roku 1910 v muzeu v Helsinkách

Klecové lůžko nebo síťové lůžko, lůžko se sítí nebo mříží, je omezovací prostředek používaný v psychiatrických léčebnách, který je navržen tak, aby pacientům zabránil opuštění lůžka. Má tak podobnou funkci jako svěrací kazajka, kurtování nebo sedativa, tedy v lepším případě může pomoci při zvládnutí pacientova akutního záchvatu agresivity, v horším případě se k tomu personál uchyluje z pohodlnosti nebo nedostatku sil.
Klecová lůžka se dodnes používají v zemích střední Evropy, za což tyto země čelí kritice mezinárodních institucí. Dokument o klecových lůžkách v České republice odvysílala britská BBC, do kampaně proti jejich používání se zapojila Joanne Rowlingová a vládě jejich zákaz doporučil Výbor pro lidská práva při OSN. Jejich užívání Česká republika v roce 2008 v důsledku mezinárodního tlaku zakázala v ústavech sociální péče, ale v psychiatrických léčebnách jsou dále používána.
Klecová lůžka se od ledna 2022 nesmějí používat ani v psychiatrických léčebnách.
Psychiatři si za občasným užíváním klecových lůžek stojí s tím, že mohou ochránit pacienty před zraněním sama sebe nebo ostatních. Podle kritiků (např. Liga lidských práv) by takový prostředek neměl být používán vůbec, protože je ponižující a nelidský, a už vůbec ne na dobu delší, než je nezbytně nutné.